# Dasineura glandis
Dasineura glandis är en tvåvingeart som först beskrevs av Ephraim Porter Felt 1908.  Dasineura glandis ingår i släktet Dasineura och familjen gallmyggor.
Artens utbredningsområde är Missouri. Inga underarter finns listade i Catalogue of Life.